# Чавка
Ча́вка (болг. Чавка) — село в Кирджалійській області Болгарії. Входить до складу общини Кирково.

## Населення
За даними перепису населення 2011 року у селі проживали 20 осіб, з них 19 осіб (95,0%) — турки.
Розподіл населення за віком у 2011 році:
Динаміка населення: